# Памятник петергофскому десанту
Памятник петергофскому десанту был установлен в честь моряков и десантников, высадившихся на берег Финского залива около города Петергофа 5 октября 1941 года.
Памятник находится на причале в Нижнем парке Петергофа.
Координаты расположения:
N 59° 53' 24.821'' E 29° 54' 46.915''
Памятник был поставлен в память о десантировавшихся с линкоров «Марат» и «Октябрьская революция», а также с крейсера «Киров» военных, которые сразу после высадки на побережье Финского залива встретили жёсткий отпор противника. Командовавший отрядом был убит в первые минуты боя, один из десантных катеров оказался уничтожен еще при высадке, второй пропал. Десантировавшиеся на берег моряки сражались более суток на территории Нижнего парка Петергофа, где все они героически погибли. Возможности к отступлению у отряда не было – они были окружены и отрезаны от моря.
Памятник был установлен в 1980 году.
На здании Большого дворца Петергофа также помещена мемориальная доска, посвящённая подвигу погибших моряков.
В день высадки петергофского десанта рядом с памятником проходят торжественно-траурные мероприятия, организуемые Балтийским флотом. Около памятника выставляется почётный караул.

## Описание памятника
Памятник представляет из себя гранитную памятную стелу, на которой выбит текст:
«Здесь в ночь с 4 на 5 октября 1941г. На оккупированной фашистами территории произошла высадка десанта Краснознамённого Балтийского флота, принявшего неравный бой с врагом. Вечная слава героям»
Перед стелой часто можно увидеть лежащей фуражку военного моряка, которая сменяется по мере износа.
Вокруг стелы насыпаны камни, имитирующие берег, на котором высадились моряки, с двух сторон от стелы положены два якоря.
Спереди памятник ограждён чугунной якорной цепью, между ней и стелой лежит памятная гранитная плита-надгробие, под которой похоронены останки обнаруженных на берегу погибших моряков. На ней выгравированы якорь и пальмовая ветвь. Также на неё высечен текст:
«Неизвестный моряк-балтиец. Герой Кронштадтского десанта. Октябрь 1941»
Также в единый мемориальный комплекс с памятником включена памятная бронзовая табличка на Большом дворце, занесённая отдельно в Книгу Памяти под номером 34002.
На ней нанесён текст:
«Улица Морского десанта названа в честь кронштадтских моряков-десантников, героически сражавшихся с фашистскими оккупантами в Петергофском парке в октябре 1941 года»